# La Baronia de Rialb
La Baronia de Rialb là một đô thị trong tỉnh Lleida, cộng đồng tự trị Cataluña Tây Ban Nha. Đô thị La Baronia de Rialb có diện tích là 142,68 ki-lô-mét vuông, dân số năm 2009 là 261 người với mật độ 1,83 người/km². Đô thị La Baronia de Rialb có cự ly 135 km so với tỉnh lỵ Lleida.